# 瓦列里克河
43°10′10″N 45°24′32″E / 43.1694°N 45.4089°E

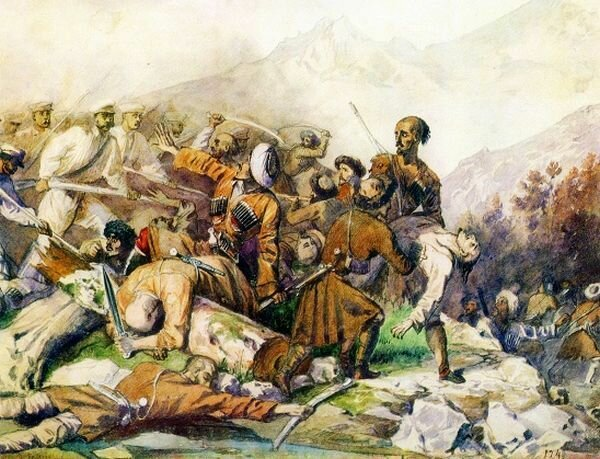

瓦列里克河（俄语：Валерик），是俄羅斯的河流，位於該國西南部車臣共和國，屬於孫扎河的右支流，河道全長29公里，流域面積35.4平方公里，該河流在夏季時乾涸。